# 12259 Шукальський
12259 Шукальський (12259 Szukalski) — астероїд головного поясу, відкритий 26 вересня 1989 року.
Тіссеранів параметр щодо Юпітера — 3,650.